# Heriberto Félix Guerra
Jesús Heriberto Félix Guerra né le 12 mars 1952 à Culiacán, Sinaloa, Mexique. Il a été le Secrétaire du Développement social de 2009 à 2012 et sénateur brièvement en 2006..